# TEE Ticino
Il treno TEE Ticino, dal nome del cantone svizzero di lingua italiana, fu istituito nel 1961 sullo stesso percorso del TEE Gottardo tra Zurigo HB e Milano Centrale con fermate a Lugano e Como San Giovanni, ma con tracce orarie differenti.
Per tutta la durata dell'esercizio sulla rete Trans Europ Express il Ticino fu affidato all'elettrotreno quadrisistema RAe 1050 delle Ferrovie Federali Svizzere (FFS) e non fu soggetto a varianti di percorso o di fermate.
La scelta dell'orario tra Milano e Zurigo era vantaggiosa per la clientela lombarda ma l'orario di ritorno risultava meno favorevole, circostanza che non fu estranea alla soppressione del TEE Ticino nel 1974 in occasione della sostituzione del materiale rotabile del TEE Edelweiss e della creazione del TEE Iris con gli elettrotreni quadrisistema RAe 1050 FFS.